# Maladie auto-immune
 Mise en garde médicale
Une maladie auto-immune est consécutive à une anomalie du système immunitaire conduisant ce dernier à s'attaquer aux composants normaux de l'organisme (le « soi », d'où la racine auto- pour parler de ce trouble de l'immunité).
Parmi ces maladies peuvent être citées la polyarthrite rhumatoïde, la sclérose en plaques, le diabète de type 1 — jadis appelé « diabète juvénile » ou « diabète insulino-dépendant » —, le lupus, les thyroïdites auto-immunes, le syndrome de Goujerot-Sjögren, etc. On distingue classiquement les maladies auto-immunes spécifiques d'organes, qui touchent un organe en particulier (comme les maladies auto-immunes de la thyroïde), et les maladies auto-immunes systémiques, telles que le lupus, qui peuvent toucher plusieurs organes. Au début du XXIe siècle en Occident, les maladies auto-immunes sont devenues la 3e cause de mortalité/morbidité après le cancer puis les maladies cardiovasculaires et à peu près dans les mêmes proportions.

## Mécanismes
Le système immunitaire est un ensemble de cellules et voies métaboliques conduisant à l'élimination d'une grande variété de pathogènes. Ce système repose sur la notion très centrale du soi opposé au non-soi ainsi qu'au soi modifié. Cette distinction s'effectue grâce à des marqueurs chimiques du soi (c'est-à-dire la reconnaissance de motifs antigéniques plus ou moins spécifiques) mais elle n'est pas véritablement innée : les cellules immunitaires natives sont d'abord sensibilisées et sélectionnées en fonction de leur réactivité vis-à-vis de ces marqueurs du soi,. Cela explique notamment le fait que les individus chimériques n'expriment pas forcément « plus » d'auto-immunité que des individus monozygotes.
Il existe donc chez tous les vertébrés une auto-immunité latente, laquelle est en temps normal inhibée par les mécanismes de régulation de la maturation des cellules immunitaires.

## Causes des troubles pathologiques
On connaît ou suspecte diverses causes possibles :
- prédispositions génétiques ;
- facteurs environnementaux diffus :
  - manque d'exposition-immunisation à des entités du non-soi (flore, pathogènes, parasites intestinaux, etc. ; par exemple les personnes non exposées aux parasites intestinaux ont plus de risques de développer une maladie de Crohn[6] et les enfants parasités par des helminthes et dont l'hygiène est moins rigoureuse risquent moins de développer des allergies[7]),
  - dérégulation par des toxiques inhalés, ingérés ou acquis en passage percutané. L'exposition chronique et/ou périodiquement intense par inhalation aux poussières de silice (par exemple issues du sciage, ponçage ou meulage de ciment/béton) en est une cause reconnue, confirmée par l'ANSES en 2019[8] ;
- séquelles infectieuses ;
- séquelles allergiques.

## Prévalence et vulnérabilité selon le sexe
Dans les pays industrialisés, les maladies auto-immunes touchent environ 8 % de la population, dont 78 % de femmes. Une forte prévalence de maladies auto-immunes (lupus érythémateux disséminé (SLE pour les anglophones) , sclérose en plaques (SEP),, cirrhose biliaire primitive, polyarthrite rhumatoïde (PR), et thyroïdite de Hashimoto notamment) est constatée chez les femmes. L'évolution de nombreuses maladies auto-immunes, leur gravité et leur pronostic varient aussi selon le sexe. Ceci n'est pas encore clairement expliqué, bien qu'il ait été prouvé que les taux d'hormones sont liés à la gravité de certaines maladies auto-immunes dont la sclérose en plaques.
Chez les humains, et dans le modèle animal, le système hormonal semble avoir une importance majeure dans plusieurs phénomènes liés à ces maladies ; par exemple, les maladies auto-immunes sont plus fréquentes chez les personnes ayant une dysthyroïdie que dans la population générale, ce qui peut laisser supposer des mécanismes physiopathologiques communs et « justifie une surveillance des patients ayant une dysthyroïdie auto-immune et la réalisation d'un bilan initial et d'un suivi thyroïdien régulier chez les patients ayant une maladie auto-immune »,.
En laboratoire chez le modèle murin, les femelles sont également plus touchées que les mâles par des maladies telles que le lupus érythémateux disséminé spontané (souris de souches (NZB×NZW)F1 et NZM.2328), l'encéphalomyélite allergique expérimentale (EAE, pour Experimental autoimmune encephalomyelitis) chez la souris SJL, la thyroïdite, le syndrome de Sjögren chez les souris de souche MRL/Mp-lpr/lpr, et pour le diabète chez les souris NOD. Les hormones sexuelles et/ou le patrimoine génétique hérité lié au sexe semblent donc être responsables de la sensibilité accrue des femmes à ces maladies auto-immunes.
Chez l’animal, certains œstrogènes, la progestérone et les androgènes préviennent ou atténuent les signes cliniques des maladies auto-immunes alors que la castration chez le mâle les aggrave.
Du fait de leurs propriétés immunologiques, promyélinisantes, neurotrophiques et neuroprotectrices des œstrogènes, progestatifs et androgènes, une régulation hormonale pourrait peut-être moduler l'évolution de maladies telles que la sclérose en plaques (qui est plus rare et plus tardive chez l'homme que chez la femme, mais plus grave). Chez les femmes, le rythme des poussées de cette maladie diminue en fin de grossesse, puis progresse après l'accouchement, alors que les sécrétions hormonales chutent. D'autres maladies auto-immunes semblent pouvoir répondre à une médication de type hormonal. L'influence de perturbateurs endocriniens pourrait possiblement être l'un des facteurs explicatifs de la récurrence croissante de certaines maladies auto-immunes.
D'autre part — de manière générale — les femmes ont une réponse immunitaire différente de celle des hommes,, ; elles répondent notamment à l'infection, à une vaccination ou à des traumatismes avec une production plus importante d'anticorps et une production accrue de lymphocytes T auxiliaires Th2 (réponse immunitaire humorale prédominante), alors qu'une réponse par les lymphocytes T auxiliaires Th1 et l'inflammation sont généralement plus sévères chez les hommes. Cette différence d'intensité et de qualité de réponse immunitaire semble au moins en partie responsable de la plus grande vulnérabilité des femmes à un nombre important de maladies auto-immunes. À l'importance du sexe sur la réponse immunitaire s'ajoutent parfois les additionnels de l'importance du sexe sur les organes cibles de ces maladies auto-immunes, tels que le système nerveux central dans la sclérose en plaques.
Chez les deux sexes, les maladies auto-immunes commencent par une phase aiguë associée à une réponse immunitaire inflammatoire pour évoluer vers une phase chronique associée à la fibrose, mais des différences marquées existent selon le sexe :
- les maladies auto-immunes qui sont plus fréquentes chez les hommes se manifestent habituellement cliniquement avant cinquante ans. Et elles sont caractérisées par une inflammation aiguë, l'apparition d'autoanticorps, et une réponse immunitaire pro-inflammatoires de type Th1 ;
- les maladies auto-immunes qui prédominent chez les femmes se manifestent avec une phase aiguë (ex. : maladie de Basedow, lupus érythémateux systémique), sont des maladies connues pour être des pathologies médiées par des anticorps. Et les maladies auto-immunes qui ont une incidence accrue chez les femmes semblent cliniquement actives après l'âge de 50 ans et associées à une maladie chronique, fibrosique et « Th2-médiée ». Les Th17 augmentent l'inflammation par les neutrophiles et la fibrose chronique.

Le sexe du sujet est donc un facteur à considérer comme particulièrement important dans les études sur l'auto-immunité, concernant les processus physiopathologiques du système immunitaire et des organes-cibles concernés.

## Liste des maladies auto-immunes
Les auto-anticorps sont des anticorps (Ac) dirigés contre des éléments de l'organisme qui les a fabriqués. Certains de ces auto-anticorps sont plus fréquemment retrouvés dans certaines maladies appelées maladie auto-immune.

### Maladies étant de nature auto-immunes
- Anémies hémolytiques auto-immunes : Ac anti-globules rouges[22] ;
- Anémie de Biermer (anémie pernicieuse) : Ac anti-facteur intrinsèque, Ac anti-cellules pariétales[23] ;
- Cholangite sclérosante primitive : Ac anti-mitochondries de type 2[24] ;
- Dermatite herpétiforme : Ac anti-gliadine, Ac anti-endomysium ;
- Dermatomyosite : Ac anti-MDA5[25] ;
- Diabète de type 1 : Ac anti-cellules bêta des îlots de Langerhans (pancréas)[26] ;
- Epidermolyse bulleuse acquise : Ac anti-collagène de type VII ;
- Hépatopathie auto-immune : Ac anti-muscle lisse[24] ;
- Hyperthyroïdie auto-immune (maladie de Graves-Basedow) : Ac anti-récepteur de la TSH stimulants[27] ;
- Lupus érythémateux : Ac anti-ADN natif, Ac anti-Sm[28] ;
- Maladie cœliaque : Ac anti-endomysium, Ac anti-gliadine, Ac anti-transglutaminase[29] ;
- Maladie d'Addison : Ac anti-cortex surrénalien[30] ;
- Maladie des anticorps anti-membrane basale glomérulaire (syndrome de Goodpasture) : Ac anti-chaine alpha-3 du collagène IV[31] ;
- Myasthénie : Ac anti-récepteur de l'acétylcholine (Ac anti-RACh)[32] ;
- Myosite nécrosante auto-immune : Ac anti-HMGcoa reductase, Ac anti-SRP[33] ;
- Néphropathie à IgA (Maladie de Berger) : Ac anti-glomérule rénal[34] ;
- Pemphigoïde bulleuse : Ac anti-glycoprotéine intégrine ;
- Pemphigus : Ac anti-desmogléine ;
- Polyarthrite rhumatoïde : Ac anti-protéines citrullinées ;
- Purpura thrombopénique idiopathique : Ac anti-plaquettes ;
- Purpura thrombopénique thrombotique : Ac anti-ADAMTS13 ;
- Syndrome de CREST (le terme CREST tend à disparaître on parle actuellement de sclérodermie limitée) : Ac anti-centromères ;
- Syndrome de Guillain-Barré : Ac anti-gangliosides[35] ;
- Syndrome de Stiff Man (ou maladie de l'homme raide) : Ac anti-GAD 65 et Ac anti-GABA[36] ;
- Syndrome des anti-synthètases : Ac anti-Jo 1, PL7, PL12, OJ, EJ[37] ;
- Syndrome des antiphospholipides : Ac anti-phospholipides ;
- Sclérodermie systémique : Ac anti-Scl 70, Ac anti-centromères ;
- Syndrome myasthénique de Lambert-Eaton : Ac anti-canaux calciques voltage-dépendants (Ac anti-VGCC) ;
- Syndrome de Goujerot-Sjögren : Ac anti-SSA, Ac anti-SSB. ;
- Thyroïdite auto-immune (d'Hashimoto) : Ac anti-thyroglobuline, Ac anti-thyropéroxydase ;
- Vascularites associées aux ANCA (granulomatose de Wegener, syndrome de Churg-Strauss et polyangéite microscopique) : Ac anti-MPO, Ac anti-PR3.

### Maladies étant pour partie de nature auto-immune
- Cystite interstitielle ;
- Neuromyotonie ;
- Vitiligo ;
- Pelade ;
- Vulvodynie ;
- Syndrome des poumons rétractés[38] ;
- Maladie de Menière ;
- Aplasie médullaire ;
- Narcolepsie.

## Affections suspectées

### Maladies suspectées d'être des maladies auto-immunes
- Le syndrome de Clarkson ;
- La sclérose en plaques ;
- La névrite optique ;
- Le psoriasis ;
- La Spondylarthrite ankylosante ;
- Le syndrome de Reiter ;
- Le syndrome Opsoclonus Myoclonus ;
- L'artérite à cellules géantes (maladie de Horton) ;
- L'encéphalomyélite aiguë disséminée ;
- Le syndrome néphrotique ;
- La maladie de La Peyronie ;
- La Maladie de Crohn ;
- L'hidradénite suppurée ou maladie de Verneuil ;
- La Rectocolite hémorragique ;
- La maladie de Takayasu ;
- La maladie de Behçet.

## Thérapeutiques
À ce jour, il n'existe pas de traitement curatif. Il existe plusieurs traitements « suspensifs », qui limitent l'expression des symptômes mais qui ont leurs limites en raison de leur toxicité pour le système immunitaire et certaines cellules.
De nouveaux traitements sont envisagés pour bloquer l'effecteur même. Ce sont souvent les mêmes médicaments que ceux utilisés pour éviter les rejets de greffe d'organes.
Les principales molécules utilisées visent à supprimer l'activation de cellules à problème et/ou à les tuer ; ce sont ;
- les glucocorticoïdes (traitement de 1re ligne, et le plus ancien). Il est peu ciblant : le médicament aussi dit anti-inflammatoire freine toutes les réponses immunitaires, en affectant la prolifération des lymphocytes T ou B à dose normale et pouvant même les tuer à forte dose ; le médicament sert ici in fine à inhiber la production de cytokines. Les effets secondaires des corticoïdes sont nombreux, ce qui pousse les chercheurs à trouver de nouvelles molécules immunosuppressives[2], dont :
- le cyclophosphamide (qui tue les cellules en train de se diviser, et qui agit sur les lympohcytes B et moindrement T) ;
- l'Azathioprine[2] ;
- l'acide mycophénolique[2] ;
- des molécules agissant au stade de l'activation (plus précocement, en inhibant la calcineurine au moment de la reconnaissance des antigènes) ; elles sont utilisées depuis le début des années 1980 ; elles présentent l'avantage de ne pas tuer les cellules et d'avoir des effets plus réversibles, mais l'inconvénient d'être moins efficace sur des patients ayant déjà une maladie auto-immune avancée ; le traitement doit être précoce (exemple : Tacrolimus...)[2] ;
- des inhibiteurs de la voie M-Tor 1 (ex. : Sirolimus) qui ont un effet antiprolifératif sur les lyphocytes T surtout.
- des inhibiteurs du protéasome (ex. : Bortézomib) ; uniquement actif contre les lymphocytes B et les plasmocytes (initialement créé pour traiter le cancer du plasmocyte)[2] ;
- des anticorps (essentiellement monoclonaux, mais aussi polyclonaux), sous forme de « sérums anti-lymphocitaires », mais ils tuent tous les lymphocytes, y compris ceux qui ne sont pas impliqués dans l'autoimmunité[2] ;
- des anticorps ; ce sont par exemple l'Alemtuzumab qui cible la molécule CD52 pour détruire des lymphocytes T. On utilise aussi des anticorps ciblant la molécule CD20 pour détruite des lymphocytes B, ou encore l'anti-IL2R contre les lymphocytes T activés (prévu pour traiter les greffes d'organes), ou des anticorps ciblant la cytokine TNF (utile pour certaines maladies de Crohn ou la polyarthrite rhumatoïde), des anticorps ciblant des cytokines telles que l'IL17 (interleukine 17), ou l'IL23, ou l'IL6R et/ou leur récepteur[2]. On utilise aussi un anticorps ciblant la CTLA4 Ig (limitent les molécule régulatrice CD80 eet CD 86 en cause dans certains phénomènes auto-immuns)[2].

La recherche vise à utiliser des anticorps ciblant mieux leurs cibles (lymphocytes T et/ou B), ce qui permettrait de traiter certaines maladies auto-immunes avec moins de toxicité pour le patient.
Les effets iatrogènes (secondaires) liés à la toxicité des médicaments sont un problème majeur du traitement des maladies auto-immunes, car ils sont par exemple source d'hypertension, de risque de cancer (si traitement au long-cours) ; l'immunosuppression facilite les infections virales, moindre production de cellules sanguines, neurotoxicité.

## Voies de recherche, prospective
4 approches se dessinent au début du XXIe siècle :
1. La première vise à neutraliser des cellules effectrices telles que la TH17 (qui produit l'IL17) qui semblent impliquées et retrouvées dans les lésions de l'arthrite rhumatoide, du syndrome de Sjögren (ou syndrome de Gougerot-Sjögren), de la sclérose en plaques ou de la maladie de Crohn. Encore mieux serait de convertir des cellules effectrices en cellules normales, ce qui semble possible d'après quelques données expérimentales sur le modèle animal[2] ;
2. Une seconde approche consiste à tenter de moduler la présentation des antigènes[2] ;
3. La troisième approche vise à inhiber les effets des interférons[2] ;
4. La quatrième voie cherche à induire et amplifier (le nombre et/ou la fonction) des lymphocytes T régulateurs ; sur le modèle murin en laboratoire on a montré en 2015 que dans un même organisme malade (y compris au pic de la maladie), on peut trouver certaines TH17 sont des effectrices pathogènes et responsables de la maladie, alors que d'autres sont non-pathogènes et même régulatrices.

### Vidéographie
- Alain Fischer (2016), Comment traiter les maladies autoimmunes ?, Cours/conférence du 31 mai 2016 15:00 16:30 Cours Amphithéâtre Guillaume Budé - Marcelin Berthelot